# Єва Недінковска
Єва Недінковска (нар. 26 серпня 1983, Охрид, СФРЮ) — македонська співачка.

## Дискографія
- Талисман